# Mordechaj Vanunu
Mordechaj Vanunu (znany również jako John Crossman, ur. 13 października 1954 w Marrakeszu) – izraelski inżynier, który uczestniczył w badaniach nad bronią jądrową i ujawnił informacje o izraelskiej bombie atomowej.

## Życiorys
Urodził się rodzinie marokańskich Żydów, którzy w 1963 emigrowali do Izraela. Odbył trzyletnią służbę wojskową w jednostkach saperskich Sił Obronnych Izraela, którą ukończył w stopniu sierżanta. W latach 1976–1985 pracował jako technik w Machon 2, utajnionym podziemnym bunkrze zbudowanym na pustyni Negew. W Machon 2 prowadzono badania nad bronią jądrową. Przed odejściem z pracy zrobił kilkadziesiąt zdjęć najbardziej tajnych obszarów bunkra.
5 października 1986 ukazał się w brytyjskiej gazecie „London Sunday Times” wywiad pt. Inside Dimona, Israel's Nuclear Bomb Factory, w którym Vanunu ujawnił informacje dotyczące izraelskiego programu nuklearnego. Za sprawą wywiadu dotychczasowe spekulacje na temat izraelskiej broni nuklearnej stały się oficjalnym tematem rozmów na arenie międzynarodowej. Vanunu przyznał, że przeprowadził wywiad, chcąc doprowadzić do publicznej debaty na temat programu jądrowego Izraela. Nie miał on jednak okazji przeczytać artykułu, gdyż pięć dni wcześniej został zwabiony do Rzymu, skąd porwali go agenci izraelskiej służby bezpieczeństwa.
9 listopada 1986 roku rząd Izraela oficjalnie potwierdził uwięzienie Vanunu. Jesienią 1988 roku został skazany na 18 lat więzienia. Wyrok podtrzymano w maju 1989 roku. 10 lat spędził w izolatce. Więzienie opuścił 22 kwietnia 2004 roku.
W 1987 został uhonorowany nagrodą Right Livelihood Award, wymieniany jest również w gronie kandydatów do Pokojowej Nagrody Nobla.
2 lipca 2007 izraelski sąd skazał go ponownie na karę pół roku pozbawienia wolności za naruszenie nałożonych na niego ograniczeń w kontaktach z zagranicznymi dziennikarzami. 23 maja 2010, mimo protestów Amnesty International, rozpoczął odbywanie wyroku, zredukowanego po apelacji do trzech miesięcy więzienia.
W 2003 roku powstał film dokumentalny pt. Tajna broń Izraela, przedstawiający historię Vanunu i programu atomowego Izraela.